# Kalangu
Kalangu, auch kalungu, kalanggual, kàlànguu, danko, ist eine kleine, zweifellige Sanduhrtrommel mit einem hölzernen Korpus, die besonders von den Hausa im Norden Nigerias eingesetzt wird. Durch eine während des Spiels veränderliche Spannung der Membranverschnürung lassen sich unterschiedliche Tonhöhen hervorbringen, weshalb die kalangu den Sprechtrommeln zugeordnet wird. Die kalangu wurde bereits an den mittelalterlichen islamischen Herrscherhäusern gespielt und genießt heute in der Unterhaltungsmusik beim breiten Volk eine große Popularität.

## Herkunft
In frühislamischer Zeit gab es nach einer Quelle aus dem 9. Jahrhundert neben der arabischen allgemeinen Bezeichnung für Trommel, ṭabl, auch die zweifellige sanduhrförmige Trommel kūba. Ein persisches Silbergefäß aus dem 8./9. Jahrhundert zeigt einen kūba-Spieler, der seine Trommel wie heute in Westafrika üblich mit einem Gurt um die Schulter gehängt hat. Auf der Abbildung ist eine Fixierung der beiden Membrane mit einer parallelen Schnurverspannung wie bei der kalangu und vielen heutigen Sanduhrtrommeln zu erkennen. Der spanisch-arabische Historiker Abū ʿUbaid al-Bakrī (1014–1094) berichtete, dass an den Herrscherhäusern von Gao kalangus gespielt wurden. Seit dem 14. Jahrhundert ist in Westafrika eine Sanduhrtrommel unter dem im Senegal gebräuchlichen Namen tama bekannt.

## Bauform
Der Korpus der kalangu ist 35 Zentimeter lang, ihr Durchmesser beträgt an beiden Enden 17 Zentimeter und verjüngt sich zur Mitte auf 8 Zentimeter. Die beiden Membrane aus ungegerbter Tierhaut sind dicht über den Korpusrändern an Ringen festgebunden. Eine enge V-förmige Verschnürung verspannt die Ringe gegeneinander. Der Spieler hängt sich die kalangu mit einem kurzen Tragegurt üblicherweise unter die linke Armbeuge und schlägt mit einem gebogenen Stock in der rechten Hand auf das obere Fell. Wenn er seinen Arm zum Körper drückt, verstärkt er den Zug der Verspannung und erhöht so den Ton. Zugleich kann er mit der linken Hand am Rand des Trommelfells den Klang beeinflussen und gelegentlich mit den Fingern Zwischenschläge hinzufügen.

## Spielweise und Verbreitung
Die kalangu gehört nicht zur höfischen Musik, sondern zur Unterhaltungsmusik des Volkes. Dennoch wird sie auch in den Palästen der Herrscher und vor reichen Patrons gespielt. Diese soziale Doppelrolle macht die kalangu zum beliebtesten Musikinstrument der Hausa. Als eine der zahlreichen westafrikanischen Sprechtrommeln kann die kalangu den Rhythmus der Sprache und bei tonalen Sprachen wie Hausa die Tonhöhe der Silben nachahmen. Es gibt verschiedene Formen von Trommelsprachen, die bei den Hausa taakee genannt werden und die, wenn sie verstanden werden sollen, einer vorherigen Absprache zwischen Sender und Empfänger bedürfen. Beim taakee als Jugendsprache (taaken sàmàarii) geht es hauptsächlich ums Flirten und um Brautwerbung.
Früher gehörte die kalangu ausschließlich zum Umfeld der Metzger, die auf den Märkten ihre Ware mit Trommelschlägen anpriesen. Heute wird sie von jugendlichen Amateuren und von Berufsmusikern bei Familienfeiern, zur Unterhaltung während der gemeinschaftlichen Feldarbeit verwendet und sie begleitet die asauwara genannten Tänze junger Mädchen. In streng islamischen Familien Nordnigerias dürfen die Mädchen jedoch nicht an den Tänzen teilnehmen, die mit kalangu-Begleitung an Markttagen stattfinden. Außer den Hausa dient die kalangu weiteren Ethnien in Nigeria zur Tanzbegleitung, etwa den Bolewa (Bole), Gbagyi (Gbari) und Kambari (Cishingini) im Zentrum und den Bariba (Baatonun) im Westen. Die Gbagyi nennen die Trommel kalanggual. Die Gehilfen der Metzger machen auf den Märkten Werbung mit der karamar kalangu, einer kleineren Version der Trommel. Professionelle Spaßmacher (yan kama oder yan gambara) verwenden ebenfalls die kleinere karamar kalangu.
In den nordwestlichen Bundesstaaten Sokoto und Zamfara spielt die kalangu zusammen mit der einsaitigen Fiedel goge und perkussiv eingesetzten Kalebassenhalbschalen (kwarya) in der Begleitmusik des Bori-Besessenheitskults. Die Lela (Dakakari) im Nordwesten des Landes spielen kalangus bei traditionellen Begräbnisfeiern von bedeutenden Persönlichkeiten und deren engen Verwandten. Die Nupe nennen dieselbe Trommel danko und verwenden sie mit der kleineren munugi bei muslimischen Festen an Freitagen und anderen besonderen Gelegenheiten.
Zur Tradition der Preisliedsänger (französisch allgemein Griot, bei den Hausa marok’i) gehören begleitende Trommelsoli, die mit der kalangu, mit der auf eine feste Tonhöhe gestimmten Sanduhrtrommel dan karbi oder der kleinen Kesseltrommel kuntuku ausgeführt werden. Ein kalangu-Spieler kann sich eine dan karbi am Oberschenkel festbinden und beide Trommeln zugleich schlagen.
Die dan karbi dient der Unterhaltung, während die Sanduhrtrommel jauje der Hausa zusammen mit der Metalltrompete kakaki zu den Zeremonialorchestern der Herrscher gehört. Eine ähnliche Spielweise wie bei der kalangu kennzeichnet die Sanduhrtrommel dundun der Yoruba im Südwesten Nigerias und die Zylindertrommel ganga. Bei den Dagombas im Norden Ghanas und den Mossi in Burkina Faso kommt die Sanduhrtrommel unter dem Namen lunga vor.
Die Grundlage der Hausa-Musik ist das gesungene Lied, dessen Struktur auch in einer instrumentalen Fassung erkennbar bleibt. Einer der bekanntesten Hausa-Sänger war Muhamman Shata (1923–1999), der seine traditionellen Preislieder stets von einer kalangu-Trommelgruppe begleiten ließ. Durch sein Vorbild wurde die kalangu zum beliebtesten Begleitinstrument der Hausa. Charakteristisch für Hausa-Musikgruppen ist, dass sie zur Liedbegleitung einen bestimmten Trommeltyp verwenden und damit während des gesamten Stücks mehr oder weniger denselben Rhythmus beibehalten, während die poetische Qualität des Liedtextes im Vordergrund steht. Die Lieder preisen eine wohlhabende Person oder einen Herrscher, andere handeln von Alltagsthemen.
Abdu Yaron Goge, der in seiner Heimatstadt Jos den Beinamen als Spieler der Fiedel goge erhalten hat, schuf Ende der 1960er und Anfang der 1970er Jahre mit Ahmadu Doka und anderen eine Verbindung zwischen der populären, aus Indien gekommenen Hindi-Film-Musik und den traditionellen Gesängen der Hausa. Abdu Yaron gab die indischen Popschnulzen mit Gesangsstimme, goge und kalangus wieder, wobei die Trommeln wie indische tablas klingen sollten. Die auf Hindi gesungenen Musiktitel der Filme wurden in das für die Bevölkerung verständliche Hausa übersetzt und entwickelten sich zu einer beliebten Unterhaltungsmusik außerhalb der Kinos. Hassan Wayam entwickelte diesen Stil weiter und setzte neben der goge die kleinere Fiedel kukuma, die Kalebasse gora und kalangus ein.
Das Verhältnis der christlichen Kirchen im Umgang mit traditionellen Musikinstrumenten orientiert sich in etwa an den Vorgaben der ersten Missionare, die neben dem Harmonium bald auch afrikanische Trommeln in den Gottesdiensten zuließen. Deren Auswahl geschah entsprechend ihrer bisherigen religiös-kultischen Bedeutung. So erlauben etwa die Yoruba bis heute nicht den Gebrauch der zeremoniell zu Ehren des Gottes Shango eingesetzten batá-Trommel. Dafür gehören andere Sanduhrtrommeln mit weltlichem Hintergrund heute selbstverständlich zu Kirchenmusikensembles.